# Västersjön (Björna socken, Ångermanland)
Västersjön är en sjö i Örnsköldsviks kommun i Ångermanland och ingår i Gideälvens huvudavrinningsområde. Sjön avvattnas av vattendraget Lockstaån. Sjöns area är 0,1148 kvadratkilometer och den befinner sig 235,6 meter över havet.

## Delavrinningsområde
Västersjön ingår i det delavrinningsområde (707821-162546) som SMHI kallar för Utloppet av Västersjön. Medelhöjden är 315 meter över havet och ytan är 3,18 kvadratkilometer. Räknas de 36 avrinningsområdena uppströms in blir den ackumulerade arean 200,39 kvadratkilometer. Lockstaån som avvattnar avrinningsområdet har biflödesordning 3, vilket innebär att vattnet flödar genom totalt 3 vattendrag innan det når havet efter 90 kilometer. Avrinningsområdet består mestadels av skog (65 procent). Avrinningsområdet har 0,1 kvadratkilometer vattenytor vilket ger det en sjöprocent på 3,1 procent.